# Shahinaz (cráter)
Shahinaz es un pequeño cráter de impacto situado en la región ecuatorial de la cara oculta de la Luna. Está localizado en el interior del cráter Ibn Firnás, en su sector norte. En sus inmediaciones se localiza una serie de otros cinco pequeños cráteres: Ewen, Carol, Melissa, Kasper y Romeo.
Ubicado en el sector norte interior de Ibn Firnás, su forma es ligeramente ovalada, integrada por dos impactos pareados que componen una silueta en forma de "8". El cráter Romeo se superpone a su lado oriental.

## Designación
El nombre procede de una designación originalmente no oficial, contenida en la página 65C1/S2 de la serie de planos del Lunar Topophotomap de la NASA, que fue adoptada por la UAI en 1979.

## Referencias

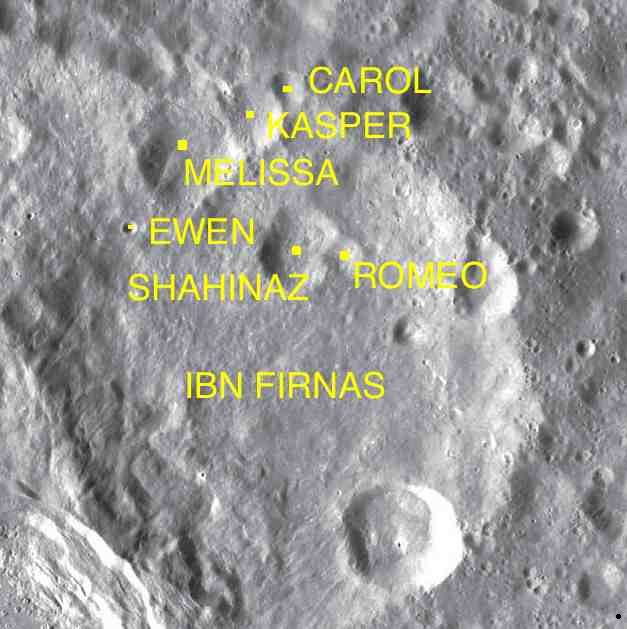
Cráteres cercanos a Ibn Firnás